# Oonopinus ionicus
Oonopinus ionicus är en spindelart som beskrevs av Brignoli 1979. Oonopinus ionicus ingår i släktet Oonopinus och familjen dansspindlar.
Artens utbredningsområde är Grekland. Inga underarter finns listade i Catalogue of Life.